# Bartolomé Hurtado (explorador)
Bartolomé Hurtado fue un explorador y conquistador Español, que participó en la conquista del Darién el cual estaba a las órdenes del gobernador Pedro Arias de Ávila.

## Biografía
En el siglo XVI, nació en España, el cual se convertiría en un gran explorador y conquistador de la época. Se embarcó siendo muy joven hacia América, siendo empleado de Pedro Arias de Ávila. En el año 1516 realizó una gran expedición hacia el territorio de las actuales Guatemala y Costa Rica, siendo acompañado por Hernán Ponce de León, donde descubrieron la población de Nicoya. Ambos exploraron Nicaragua y navegaron costeando toda la provincia de Veragua, recorrieron las tierras chiricanas, donde fundaron la población de Fonseca. También formó parte de la tripulación del navegante Vasco Núñez de Balboa, del cual se ganó su favor y afecto, pues era uno de sus hombres de confianza.